# Чантін
25°50′10″ пн. ш. 116°21′08″ сх. д. / 25.83614° пн. ш. 116.35226° сх. д.
Чантін (кит. 长汀县, пін. Chángtīng Xiàn) — один із повітів КНР у складі префектури Лун'янь, провінція Фуцзянь. Адміністративний центр — містечко Тінчжоу.

## Географія
Чантін лежить на висоті близько 320 метрів над рівнем моря на південному заході провінції, уздовж річки Тін.

### Клімат
Повіт знаходиться у зоні, котра характеризується вологим субтропічним кліматом. Найтепліший місяць — липень із середньою температурою 27,2 °C. Найхолодніший місяць — січень, із середньою температурою 8,2 °С.
| Клімат повіту Чантін    | Клімат повіту Чантін | Клімат повіту Чантін | Клімат повіту Чантін | Клімат повіту Чантін | Клімат повіту Чантін | Клімат повіту Чантін | Клімат повіту Чантін | Клімат повіту Чантін | Клімат повіту Чантін | Клімат повіту Чантін | Клімат повіту Чантін | Клімат повіту Чантін | Клімат повіту Чантін |
| Показник                | Січ.                 | Лют.                 | Бер.                 | Квіт.                | Трав.                | Черв.                | Лип.                 | Серп.                | Вер.                 | Жовт.                | Лист.                | Груд.                | Рік                  |
| Середній максимум, °C   | 14,1                 | 15,5                 | 18,7                 | 24                   | 27,6                 | 30,1                 | 33                   | 32,6                 | 29,9                 | 26,3                 | 21,5                 | 16,5                 | 24,2                 |
| Середня температура, °C | 8,2                  | 10,3                 | 13,8                 | 19,1                 | 22,6                 | 25,3                 | 27,2                 | 26,8                 | 24,2                 | 20                   | 14,8                 | 9,5                  | 18,5                 |
| Середній мінімум, °C    | 4,5                  | 6,9                  | 10,4                 | 15,5                 | 19                   | 21,9                 | 23                   | 23                   | 20,5                 | 15,6                 | 10,2                 | 5                    | 14,6                 |
| Норма опадів, мм        | 62.7                 | 115.9                | 206.5                | 230.7                | 264.1                | 290.7                | 124.5                | 179.8                | 104.2                | 47                   | 42.6                 | 43.6                 | 1712.3               |
| Вологість повітря, %    | 80                   | 82                   | 84                   | 82                   | 82                   | 83                   | 78                   | 80                   | 80                   | 78                   | 78                   | 77                   | 80.3                 |
| ----------------------- | -------------------- | -------------------- | -------------------- | -------------------- | -------------------- | -------------------- | -------------------- | -------------------- | -------------------- | -------------------- | -------------------- | -------------------- | -------------------- |
| Джерело: data.cma.cn    |                      |                      |                      |                      |                      |                      |                      |                      |                      |                      |                      |                      |                      |